# آن شب که تورو زندانی بود
آن شب که تورو زندانی بود نمایشنامه‌ای است از جروم لارنس و رابرت ادوین لی از سالِ ۱۹۶۹ میلادی.

## به فارسی
بهزاد قادری سهی و یدالله آقا عبّاسی آن شب که تورو زندانی بود را به فارسی درآورده‌اند.